# Adula schmidtii
Adula schmidtii är en musselart som först beskrevs av Leopold Ivanovich von Schrenck 1867.  Adula schmidtii ingår i släktet Adula och familjen blåmusslor. Inga underarter finns listade i Catalogue of Life.